# Cecilia Gessa
Celia Blanco (Madrid, 22 de novembre de 1977) és una actriu espanyola i exactriu pornogràfica retirada. Compagina la seva feina com a actriu amb tasques de community manager i amb la direcció i gestió de l'empresa d'esdeveniments Gessas Producciones.

## Carrera
Després de guanyar alguns concursos de bellesa com a model, allotjada a Barcelona, va realitzar alguns curtmetratges en 35 mm amb el seu company Ramiro Lapiedra, també conegut com a Diego L. a l'àmbit pornogràfic, com "Santa Agonía" i va debutar al cinema amb la pel·lícula porno "Rodando, rodando y a la chica enculando" de la mà d'una productora de casa anomenada Fisgón Club. Això li va donar l'oportunitat de realitzar cinc pel·lícules més amb la producció i direcció dels germans Ramiro i Pablo Lapiedra, la primera d'elles el 2001 anomenada "La mujer Pantera", basada en la pel·lícula clàssica del cinema negre de Jacques Tourneur del 1944, amb actors importants del gènere com Tania, Melissa, Claudia Clair, Bibian Norai, Nacho Vidal, Max Cortés, Robby Blake, Carlos Darío, Víctor Chodos, Conan, Alex, Mayco o Torbe.
El seu nom va ser molt més conegut en participar en programes de televisió a Espanya com el popular night show "Crónicas marcianas" amb Xavier Sardà a Telecinco.
Va rodar algunes escenes X per un espectacle teatral de La Fura dels Baus.
Es va sotmetre a una operació mamària i va passar d'una talla 90 a una 100.
Arran del seu pas pel porno, ha escrit un llibre junt amb Guillermo Hernaiz titulat Secretos de una pornostar, 2005. El 2006 va ser la padrina del I Festival Erótico de Madrid.
El 2008 participa en el videoclip de la cançó Efecto Vocales del disc "Un día en Suburbia" del MC Nach.

## Revistes
- Portada a Playboy Mèxic el juny de 2005 i Playboy Espanya el novembre de 2006

## Filmografia
- 2001: La mujer pantera: Celia
- 2001: Dialécticas de la carne
- 2001: Santa Agonía (court metratge): la filla
- 2002: Delirio y carne
- 2003: The Last Cut
- 2003: Las lágrimas de Eros
- 2003: Compulsión
- 2004: Toxic
- 2004: The Professianals 4: Between the Cheeks
- 2005: Hotel Lolita 2: Buenos tiempos
- 2005: Pirate Fetish Machine 18: Five Doors to Ecstacy
- 2005: Mar rojo (telefilm): la stripper
- 2005: Motel Freaks
- 2006: Fascículos (curtmetratge): Miss Hollywood
- 2006: Isi & Disi, alto voltaje: Celia Blanco
- 2006: Hotel Lolita 3: Luna de Miel
- 2006: Hotel Lolita 4: Silencio, se rueda
- 2006: Hotel Lolita 5: Secreto de Lola
- 2006: Hotel Lolita 7: Caza y Captura
- 2006: Hotel Lolita 8
- 2006: Salieri Football 4: Inside Salieri Football
- 2007: Hotel Lolita 9: Andy, la Ladrone
- 2007: Angeles perversos
- 2007: ¡Vaya paquete! (curtmetratge): Tatiana
- 2007: RIS Científica (sèrie televisió)
- 2009: Estación de carretera (curtmetratge): la femme Fatale
- 2009: Bicho malo (sèrie televisió):
- 2009: Marisa (curtmetratge): Marisa
- 2009: Hermanas (curtmetratge): María
- 2010: Reconciliación (curtmetratge)
- 2010: Yo soy de amor (ccurtmetratge): Esther
- 2010: El horror de la dama del lago: dama del Lago
- 2010: Luz (curtmetratge): Lucía
- 2011: Welcome Back (curtmetratge): la femme fatale
- 2012: 2ºB Shortrooms (curtmetratge): la filla
- 2013: María & Marta (curtmetratge): la filla
- 2013: #Sequence (curtmetratge)
- 2013: Swallow Up
- 2014: Todo es Verdad (curtmetratge): Laura
- 2016: La embajada (sèrie televisió): Lucía
- 2019: El Escandalo De Los Famosos En El Porno